# Le Monte-plats
Le Monte-plats (The Dumb Waiter) est une pièce de théâtre en un acte du dramaturge et prix Nobel de littérature anglais Harold Pinter.  
La pièce a été créée au Hampstead Theatre Club, à Londres, le 21 janvier 1960.
Dans une mise en scène de Chattie Salaman une première création en France en 1968 à la Comédie de Saint-Étienne 
Éric Kahane a créé la pièce en France au Petit-Odéon, à Paris, en 1976. 

## Comédie de Saint-Étienne-1968
- Saison : 1968 - 1969
- Spectacle : LE MONTE-PLATS
- Auteur : Harold Pinter (traduction de Roger Kahane)
- Genre : Théâtre
- Metteur en scène : Chattie Salaman
- Décors et costumes : Paule Gaillard
- Distribution avec : 
  - André Marcon (Gus)
  - Alain Meilland (Ben)
- Technique :  Régie générale : Christian Damman
- Réalisation : Comédie de Saint-Étienne
- Production : Comédie de Saint-Étienne
- Pays de tournée :  France
- Dates : spectacle créé en octobre 1968 salle des Mutilés du travail - Saint-Étienne (Loire)

## Théâtre de l'Odéon,1976
- Mise en scène : Éric Kahane
- Maurice Garrel

## Tournée2013etthéâtre de Poche-Montparnasseà Paris2015-2016
- Auteur : Harold Pinter
- Traduction : Éric Kahane
- Metteur en scène : Christophe Gand
- Distribution avec : 
  - Jacques Boudet (Gus)
  - Maxime Lombard (Ben)
- Création le 21 mars 2013 à l'Abreuvoir à Salives (21)
- Théâtre des Grésilles à Dijon - 22-23 mars 2013
- Théâtre Montmartre-Galabru à Paris - 19 et 26 avril 2013
- Festival d'Avignon Juillet 2013 au Théâtre du Petit Louvre
- Théâtre de Poche-Montparnasse à Paris du 10 novembre 2015 au 10 janvier 2016

## Sources
- Le Monte-plats : fiche complète des archives du spectacle